# Nidalia celosioides
Nidalia celosioides is een zachte koraalsoort uit de familie Nidaliidae. De koraalsoort komt uit het geslacht Nidalia. Nidalia celosioides werd in 1907 voor het eerst wetenschappelijk beschreven door Simpson. 